# Вахагън Хачатурян
Вахагън Гарники Хачатурян (на арменски: Վահագն Գառնիկի Խաչատուրյան) е арменски политик, 6-и президент на Армения. Бивш министър на високотехнологичната индустрия на Армения (2021 – 2022) и бивш кмет на Ереван (1992 – 2004).
Към 2013 г. той членува в Арменския национален конгрес, като води листата на партията на местните избори в Ереван. През 2017 г. се отказва от членството си в партията.